# Saint-Bélecplaat

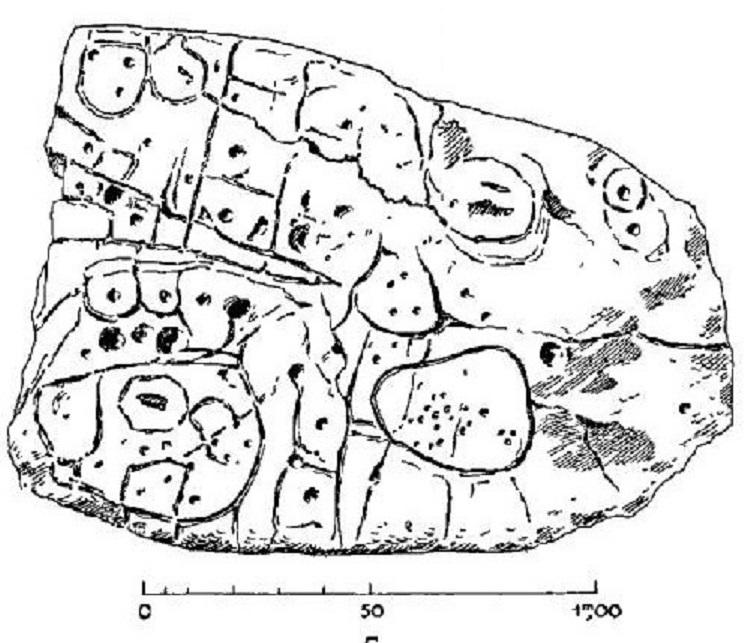
Een tekening van Du Châtellier van de plaat, 1901.

De Saint-Bélecplaat is een stenen artefact uit West-Bretagne in Frankrijk, waarvan wordt gedacht dat het een kaart is van een vorstendom uit de vroege Bronstijd. De plaat is de vroegst bekende kaart die in Europa is gevonden en waarschijnlijk de vroegste kaart van enig bekend gebied.
Het werd ontdekt door Paul du Châtellier in een prehistorische begraafplaats in Finistère, waar het onderdeel was van een steenkist-structuur uit de vroege Bronstijd. 
Du Châtellier hield de plaat in huis, het Chateau de Kernuz, tot het terechtkwam in de verzameling van het Nationaal Archeologisch Museum van Frankrijk. De plaat werd tot 2014 vergeten toen het werd herontdekt in de kelder van het château. Een studie uit 2017-2021 door Franse en Britse universiteiten en instituten identificeerde de plaat als een kaart uit de vroege Bronstijd van een deel van de Odet-vallei. 